# Thomas E. Watson
Thomas Edward Watson (ur. 5 września 1856 w hrabstwie Columbia, zm. 26 września 1922 w Waszyngtonie) – amerykański polityk, kandydat na prezydenta w 1904 roku.

## Życiorys
Urodził się 5 września 1856 roku niedaleko Thomson w hrabstwie Columbia. Uczęszczał do lokalnych szkół, a następnie wstąpił na Mercer University, gdzie studiował prawo. W 1875 roku został przyjęty do palestry i rozpoczął prowadzenie prywatnej praktyki. W latach 1882–1883 zasiadał w legislaturze stanowej Georgii, a następnie był elektorem z mandatu demokratów. W 1891 roku został wybrany członkiem Izby Reprezentantów z ramienia Partii Populistycznej, gdzie zasiadał przez dwa lata. Po nieudanych próbach reelekcji, powrócił do praktykowania prawa, a w wyborach prezydenckich 1896 roku został kandydatem populistów na wiceprezydenta. W Kolegium Elektorskim uzyskał 27 głosów. Osiem lat później partia wysunęła jego kandydaturę na prezydenta, gdzie w głosowaniu powszechnym otrzymał niecałe 115 tysięcy głosów, co było czwartym wynikiem wśród kandydatów. Po nieudanych wyborach, pracował w branży dziennikarskiej i bezskutecznie usiłował wrócić do Izby Reprezentantów. W 1920 roku wygrał wybory do Senatu z ramienia Partii Demokratycznej, gdzie zasiadał do śmierci. Zmarł 26 września 1922 roku w Waszyngtonie.